# David Bowie (1967년 음반)
| 전문가 평가                   | 전문가 평가 |
| 평가 점수                     | 평가 점수   |
| 출처                          | 점수        |
| ----------------------------- | ----------- |
| AllMusic                      | [ 3 ]       |
| Blender                       | [ 4 ]       |
| Encyclopedia of Popular Music | [ 5 ]       |
| Rolling Stone                 | [ 6 ]       |
| The Rolling Stone Album Guide | [ 7 ]       |

《David Bowie》는 영국의 싱어송라이터 데이비드 보위의 자칭 데뷔 스튜디오 음반이다. 이 음반은 1967년 6월 1일, 데카 레코드 자회사 데람 레코드를 통해 영국에서 발매되었다. 1966년 말에 파이 레코드에서 해고되고 차트에 오르지 못한 일련의 싱글이 있은 후, 보위는 〈Rubber Band〉의 강세로 데람과 계약했다. 데이비드 보위는 1966년 11월부터 1967년 3월까지 런던의 데카 스튜디오에서 마이크 버논의 프로듀싱으로 녹음되었다. 보위와 그의 전 버즈 밴드 동료 덱 펀리는 프리다 딘의 《Observer's Guide to Music》을 사용하여 오케스트라를 위한 음악 차트를 작곡했다.
이 음반의 스타일과 내용은 포크 록이 〈Space Oddity〉나 《The Rise and Fall of Ziggy Stardust and the Spiders from Mars》의 글램 록과 같이 후에 그가 알려진 음악의 종류와 거의 유사하지 않다. 《NME》 비평가 로이 카와 찰스 샤어 머레이는 "70년대에 데이비드 보위에게 완전히 익숙한 청취자는 아마도 이 데뷔 음반을 충격적이거나 아니면 단순히 기이한 것으로 생각할 것"이라고 말했으며, 전기 작가 데이비드 버클리는 보위 음반에 실린 그것의 상태를 "다락방의 미친 여자에 필적하는 바이닐"이라고 묘사했다.

## 배경
차트에 오르지 못한 일련의 싱글들에 이어 데이비드 보위는 1966년 9월, 파이 레코드에서 방출되었다. 파이의 홍보 부족도 보위가 레이블에 대한 환멸을 불러일으켰다. 그의 새로운 음반 계약을 확보하기 위해, 곧 매니저가 될 케네스 피트는 다음 달 런던의 R G 존스 스튜디오에서 녹음 세션에 자금을 대었다. 10월 18일, 보위와 그의 후원 밴드 더 버즈는 지역 스튜디오 음악가들과 4시간 동안 세션을 진행했고, 거절당한 파이 트랙 〈The London Boys〉의 새로운 버전과 두 개의 신곡 〈Rubber Band〉와 〈The Gravedigger〉를 프로듀싱했다. 이틀 후 피트는 데카 레코드의 홍보 책임자인 토니 홀에게 〈Rubber Band〉의 아세테이트를 보여주었는데, 토니 홀은 "내가 뒤집었다고 말해야겠어요. 이 사람은 정말 다른 사운드, 다른 접근 방식을 가졌습니다." 1983년에 언급했다.
10월 24일, 세션이 끝난 지 6일 후 피트는 데카 A&R의 매니저 휴 멘들과 사내 프로듀서 마이크 버논에게 세 곡의 아세테이트를 선보였다. 멘들은 보위를 레이블의 프로그레시브 팝 자회사인 데람 레코드와 계약하고 정규 음반의 프로듀싱에 자금을 대주고 세 곡에 150파운드를 지불하고 음반에 대한 로열티로 100파운드를 더 지불했다. 그 당시에는, 히트 싱글을 갖기 전에 음반 계약을 승인받은 것은 드문 일이었다. 멘들은 나중에 다음과 같이 말했다. "저는 데이비드에 대한 약간의 집착이 있었습니다. 저는 그가 가장 재능 있고 마법적인 사람이라고 생각했을 뿐입니다. 그렇게 명백한 음악적 재능이 없었더라도 계약했을 것 같아요. 하지만 재능이 있었죠 그는 창의력이 넘쳐나고 있었습니다."

## 곡 목록
모든 곡들은 데이비드 보위에 의해 작사/작곡하였다.
| #  | 제목                      | 재생 시간 |
| -- | ------------------------- | --------- |
| 1. | 〈Uncle Arthur〉          | 2:07      |
| 2. | 〈Sell Me a Coat〉        | 2:58      |
| 3. | 〈Rubber Band〉           | 2:17      |
| 4. | 〈Love You till Tuesday〉 | 3:09      |
| 5. | 〈There Is a Happy Land〉 | 3:11      |
| 6. | 〈We Are Hungry Men〉     | 2:59      |
| 7. | 〈When I Live My Dream〉  | 3:22      |

| #  | 제목                       | 재생 시간 |
| -- | -------------------------- | --------- |
| 1. | 〈Little Bombardier〉      | 3:23      |
| 2. | 〈Silly Boy Blue〉         | 4:36      |
| 3. | 〈Come and Buy My Toys〉   | 2:07      |
| 4. | 〈Join the Gang〉          | 2:17      |
| 5. | 〈She's Got Medals〉       | 2:23      |
| 6. | 〈Maid of Bond Street〉    | 1:43      |
| 7. | 〈Please Mr. Gravedigger〉 | 2:35      |